# Lars Erik Kers
Lars Erik Kers (ur. 19 listopada 1931 w Leksand, zm. 27 maja 2017 w Färentuna) – szwedzki botanik i mykolog.

## Życiorys i praca naukowa
Kers uzyskał tytuł licencjata w Borlänge, naturalizował się w Uppsali, po czym studiował nauki o Ziemi i geografię naturalną w Göteborgu. Później zamieszkał w Sztokholmie, gdzie w 1973 roku uzyskał doktorat na podstawie pracy o rodzaju Cleome. Jest autorem wielu prac naukowych.
W naukowych nazwach utworzonych przez niego taksonów dodawane jest jego nazwisko Kers.